# Макаров Василь Іванович (генерал)
Васи́ль Іва́нович Мака́ров (18 березня 1926 — 16 лютого 2024) — радянський воєначальник, військовий льотчик, генерал-лейтенант авіації.

## Біографія
Народився 18 березня 1926 року в селі Новий Курлак Воронезької області у родині селян.
У 1942 році в період німецько-радянської війни брав участь у діях проти диверсійних груп ворога у складі винищувального батальйону НКВС. Із 1943 року був призваний до лав Червоної армії та направлений на навчання в Іркутську військову авіаційну школу. Із 1944 року працює авіаційним механіком літака Пе-2.
Із 1945 по 1949 роки курсант 9-ї військової авіаційної школи пілотів і Першого Чкаловського військового авіаційного училища льотчиків. В період з 1950 по 1953 роки — льотчик-інструктор і командир ланки 1-го ЧВАУЛ — навчав льотчиків-штурмовиків.
Із 1953 по 1956 роки навчався на командному факультеті Червонопрапорної військово-повітряної академії. Із 1956 по 1966 роки — офіцер оперативного відділу 54-ї повітряної армії на Далекому Сході. Із 1959 по 1969 роки — начальник штабу 352-го окремого розвідувального авіаційного полку і 18-го гвардійського винищувального авіаційного полку, начальник оперативного відділення штабу та начальник штабу 303-ї винищувальної авіаційної дивізії 1-ї Червонопрапорної повітряної армії Далекосхідного військового округу.
Із 1966 по 1969 роки навчався в Військовій ордена Леніна Червонопрапорній ордена Суворова академії Генерального штабу Збройних сил СРСР імені К. Є. Ворошилова. Із 1969 по 1972 роки — начальник оперативного відділу, з 1972 по 1975 роки — начальник штабу 26-ї повітряної армії.
Із 1975 по 1980 роки — заступник начальника управління і з 1980 по 1989 роки — начальник управління ВПС і ППО Головного оперативного управління Генерального штабу Збройних сил СРСР. Учасник бойових дій в Афганістані.
Із 1990 по 1991 роки — консультант Комітету Верховної Ради СРСР з питань оборони та державної безпеки. Із 1992 року — провідний спеціаліст і провідний науковий співробітник ЦВСД ГШ ЗС Росії.
Помер 16 лютого 2024 року на 98-му році життя.

## Нагорода
- Орден Червоної Зірки
- Орден «За службу Батьківщині у Збройних Силах СРСР» II і III ступенів